# Pimelodella chagresi
Pimelodella chagresi és una espècie de peix de la família dels heptaptèrids i de l'ordre dels siluriformes.

## Morfologia
Els mascles poden assolir els 15,4 cm de llargària total.

## Distribució geogràfica
Es troba a Amèrica: des de Panamà fins a Veneçuela, i des de Río Grande de Térraba (Costa Rica) fins al riu San Juan (Colòmbia).